# Wilhelm Glässing
Wilhelm Glässing (* 7. April 1865 in Groß-Gerau; † 10. März 1929 in Darmstadt) war deutscher Jurist und Oberbürgermeister von Darmstadt.

## Leben

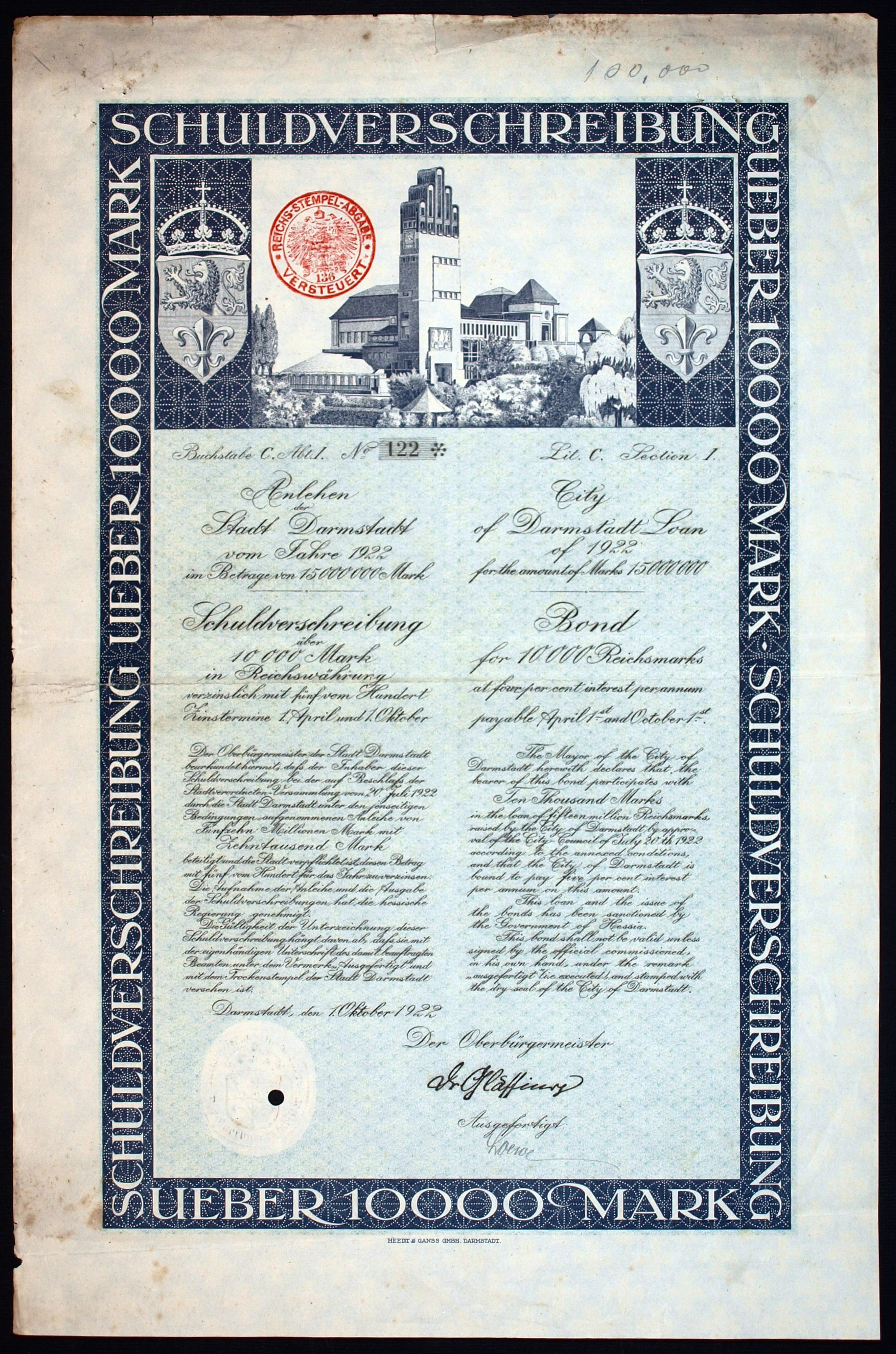
Anleihe über 10000 Mark der Stadt Darmstadt vom 1. Oktober 1922 mit Unterschrift von OB Glässing

Wilhelm Philipp Glässing wurde als Sohn des Juristen und Amtsgerichtsaktuars Karl Glässing und seiner Ehefrau Margarethe geborene Storck 1865 in Groß-Gerau geboren. Sein Bruder Karl Glässing wurde später Oberbürgermeister in Wiesbaden. Nach dem Abitur studierte er ab 1885 Jura, Geschichte und klassische Altertumswissenschaften in Gießen. Dort wurde er 1894 zum Dr. jur. promoviert. Der Titel der Dissertation lautete: Die condictio indebiti des deutschen öffentlichen Rechtes. Ein Beitrag zu dem Capitel des Rechtsschutze im öffentlichen Rechte. Während seines Studiums wurde er 1885 Mitglied der Burschenschaft Alemannia Gießen, 1888 Mitglied der Burschenschaft Germania Gießen und Mitglied der Burschenschaft Frankonia Gießen.
1893 wurde Glässing Amtsanwalt und stellvertretender Staatsanwalt in Darmstadt. Ab 1896 war er Richter am Amtsgericht Offenbach am Main. Fünf Jahre später wurde er zum Beigeordneten der Stadt Darmstadt ernannt. 1904 wurde er zum Bürgermeister befördert. Von 1906 bis 1909 war er Mitglied der 2. Kammer des Hessischen Landtages. Er gehörte der Fraktion der Nationalliberalen Partei an. Im Landtag war er (1906 als Nachfolger von Friedrich Buff) jeweils Abgeordneter für den Wahlkreis der Stadt Darmstadt.
Nach dem frühen Tod von Adolf Morneweg wurde er 25. November 1909 zum Oberbürgermeister von Darmstadt gewählt. Dieses Amt behielt er fast zwanzig Jahre bis zu seinem Tode im Jahre 1929.
In die Amtszeit von Glässing fielen einerseits wichtige Entscheidungen zu Infrastrukturmaßnahmen wie den Neubau des Hauptbahnhofes 1912 nach Plänen von Friedrich Pützer und die Gründung der HEAG Südhessische Energie, sondern auch sehr schwierige wirtschaftliche Notlagen nach dem Ersten Weltkrieg. Die Stadt Darmstadt war von den Folgen der Besatzungspolitik infolge des Versailler Vertrages und den Reparationsleistungen besonders betroffen, da die sogenannte Mainzer Zone, ein Gebiet 30 km um den Brückenkopf Mainz-Kastel, unmittelbar an die Stadtgrenzen heranreichte. Die Stadt war daher von ihrem traditionellen Umland förmlich abgeriegelt. Städte wie Griesheim, Mainz, Worms oder Groß-Gerau konnten nur mühsam mit Passierscheinen erreicht werden.
In Darmstadt kam es nach der Hyperinflation von 1922/23 zu sogenannten Hungerunruhen.
Politisch schlug sich die schlechte wirtschaftliche Lage der Stadt und des Umlandes in einem starken Rechtsruck in der Stadtverordnetenversammlung und unter anderem im Hessischen Landtag nieder. Nationalsozialistische Gruppierungen entfalteten in und um Darmstadt ab 1922 erhebliche Aktivitäten, die weit über Darmstadt hinausreichten. Glässing hat sich vor 1914 und in den 1920er Jahren in Vorträgen und Aufsätzen mehrfach zu grundsätzlichen Fragen der Kommunalpolitik und deren aktuellen Problemen geäußert. Diese wurden auch über die Grenzen der Stadt hinaus wahrgenommen.
Zu seinem 25-jährigen Dienstjubiläum 1926 erhielt Wilhelm Glässing aus der Hand von Wilhelm Leuschner eine Amtskette, die noch heute als Amtskette der Oberbürgermeister von Darmstadt Verwendung findet.
Glässing, der evangelischer Konfession war, war seit 1898 mit Agnes geborene Meyer (1874–1938) verheiratet.
Wilhelm Glässing starb am 10. März 1929 an den folgen einer Lungenentzündung und wurde auf dem Waldfriedhof Darmstadt (Grabstelle: L 6a 13) bestattet. Sein Grab ist ein Ehrengrab.

## Ehrungen
- 1903: Erlaubnis zur Annahme und zum Tragen des ihm vom Kaiser von Russland verliehenen Annenordens III. Klasse
- 1906: Verleihung des Ritterkreuzes I. Klasse des Verdienstordens Philipps des Großmütigen
- 1909: Erlaubnis zur Annahme und zum Tragen des ihm vom Großherzog von Baden verliehenen Ritterkreuzes I. Klasse des Ordens vom Zähringer Löwen
- 1910: Erlaubnis zur Annahme und zum Tragen des ihm vom Kaiser von Russland verliehenen Annenordens II. Klasse
- 1912: Erlaubnis zur Annahme und zum Tragen des ihm vom Deutschen Kaiser und König von Preußen verliehenen Kronenordens III. Klasse
- 1913: Erlaubnis zur Annahme und zum Tragen des ihm vom Prinzregenten von Bayern verliehenen Ehrenkreuzes des Ordens des heiligen Michael
- 1917: Verleihung des Ehrenkreuzes des Verdienstordens Philipps des Großmütigen

## Veröffentlichungen
- Die condictio indebiti des deutschen öffentlichen Rechtes. Ein Beitrag zu dem Capitel des Rechtsschutze im öffentlichen Rechte. von Münchow, Gießen 1894 (Giessen, Universität, Dissertation, 1894).
- Die Entwickelung der Stadt Darmstadt und die städtischen Finanzen. Vortrag. Wittich, Darmstadt 1910.
- Darmstadts Industrie, Handel und Gewerbe. Wittich, Darmstadt 1914.
- Wie können wir unsere öffentlich-rechtliche Verwaltung vereinfachen? (= Verein für Kommunalwirtschaft und Kommunalpolitik. Vereinsschriften. H. 20, ZDB-ID 516203-8). Deutscher Kommunal-Verlag, Berlin-Friedenau, 1926.